# گردنه قمچیق
گردنه قمچیق {{ازبکی|Kamchik Pass) یک گردنه در ازبکستان است که در کوه قوراما واقع شده‌است. گردنه قمچیق ۲٬۲۶۸ متر بالاتر از سطح دریا واقع شده‌است.